# Štěpánovský potok (přítok Krupé)
Štěpánovský potok pramení u osady Štěpánov u Starého Města v podhůří Králického Sněžníku ve výšce asi 730 m n. m. Protéká osadou Štěpánov a teče dále k jihovýchodu údolím s občasnými lesíky. Nakonec podtéká železnici a dnes teče podél k ní téměř k jihu a nakonec se zprava vlévá do říčky Krupá (což je přítok Moravy) poblíž železniční stanice Chrastice v nadmořské výšce asi 490 m. Délka toku činí 4,3 km.